# Октябрьське (Полєський район)
Октябрьське (рос. Октябрьское) — селище Полєського району, Калінінградської області Росії. Входить до складу Залісовського сільського поселення.
Населення —  29 осіб (2015 рік). 

## Населення
| 2002 | 2010 |
| ---- | ---- |
| 43   | ↘29  |